# Dębina-Osada
Dębina-Osada – osada w Polsce położona w województwie lubelskim, w powiecie tomaszowskim, w gminie Ulhówek.
W latach 1975–1998 miejscowość administracyjnie należała 
do województwa zamojskiego.
Osada jest sołectwem w gminie Ulhówek. Według Narodowego Spisu Powszechnego z roku 2011 osada liczyła 121 mieszkańców.
Wierni Kościoła rzymskokatolickiego należą do parafii św. Antoniego w Dyniskach.